# Acid iodoxamic
Iodoxamic acid là một hợp chất organoiodine được sử dụng làm thuốc cản quang. Nó có cả hàm lượng iod cao cũng như một số nhóm ưa nước.